# Сааре (волость)
Са́аре (эст. Saare ) — бывшая волость в Эстонии в составе уезда Йыгевамаа.

## Положение
Площадь волости — 224,7 км², численность населения на 1 января 2010 года составляла 1367 человек.
Административный центр волости — деревня Кяэпа. Помимо этого, на территории волости находятся ещё 22 деревни.
- Вооре (Сааре)